# Biobrandstof

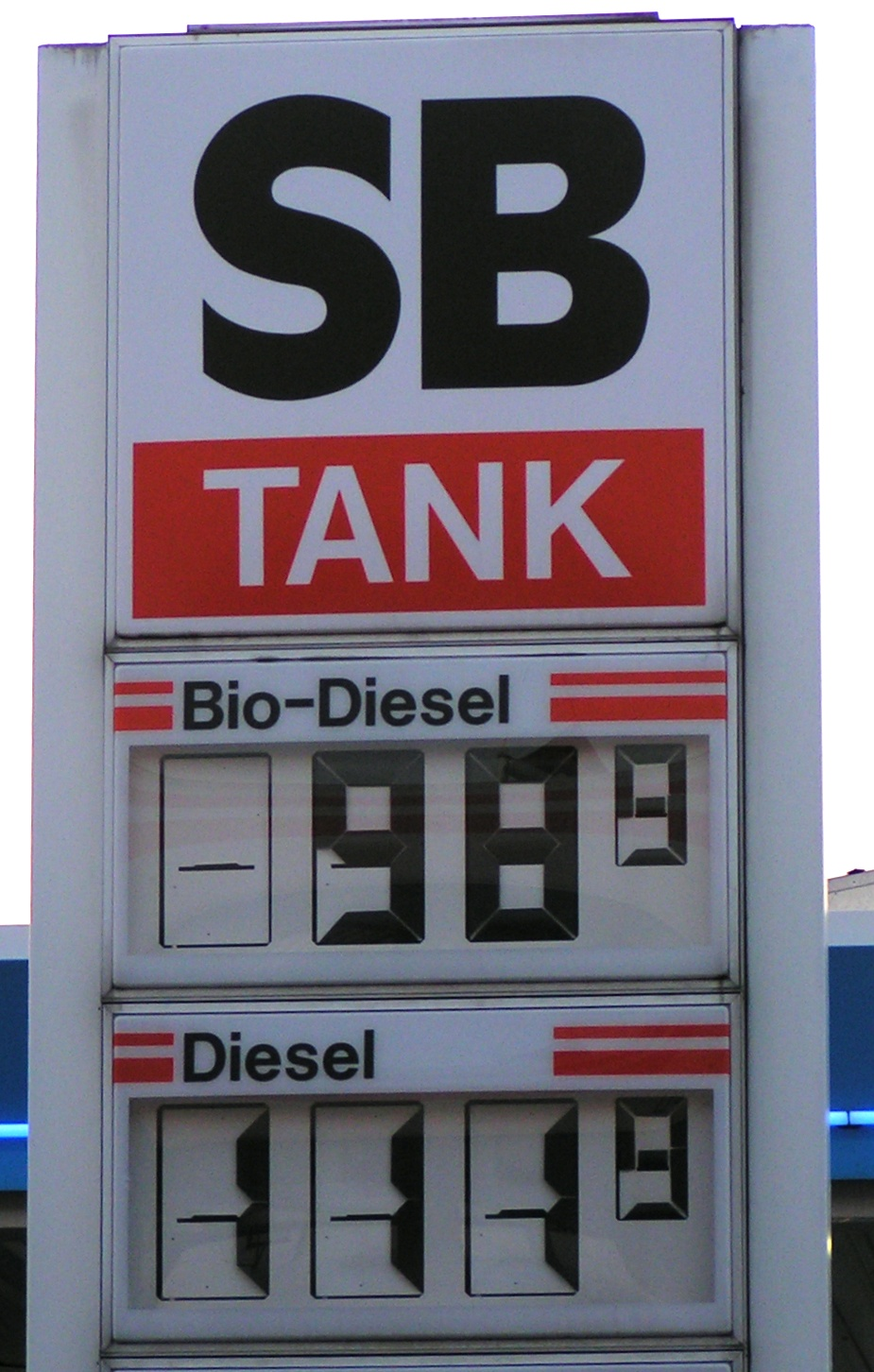
Bij dit Duitse tankstation is de prijs voor biodiesel lager dan voor normale diesel

Biobrandstof is brandstof die gemaakt wordt uit biomassa. Biobrandstoffen in vaste, vloeibare of gasvormige toestand hebben toenemende interesse van het grote publiek en vanuit wetenschappelijke hoek. Als hernieuwbare brandstoffen zijn ze in veel toepassingen een alternatief voor fossiele brandstoffen, waarvan de voorraad eindig en daarom niet-hernieuwbaar is. Die belangstelling ontstaat onder andere door stijgende olieprijzen en een streven naar onafhankelijkheid van onbetrouwbare regimes die fossiele brandstoffen leveren. Biobrandstoffen maakten in 2013 ongeveer 5% uit van de brandstoffen die gebruikt werden voor transport. Tegelijk zijn er twijfels over de duurzaamheid van biobrandstoffen.

## Geschiedenis

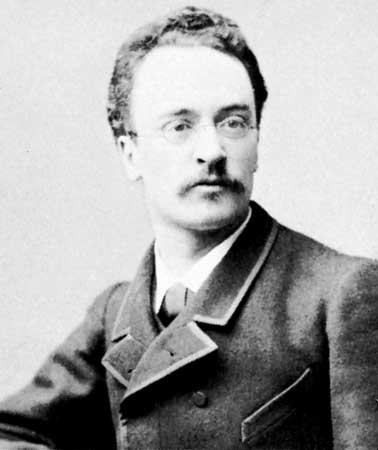
Rudolf Diesel gebruikte biobrandstof in zijn dieselmotor

Voor de ontdekking van fossiele brandstof (turf, bruinkool, steenkool, aardolie, teerzand en aardgas) gebruikte men alleen maar biobrandstoffen zoals hout, houtskool, gedroogde uitwerpselen, plantaardige olie of dierlijk vet, die wereldwijd nog steeds gebruikt worden als energiedrager.
De originele auto's van Henry Ford waren gemaakt om op biobrandstof te rijden. Al in 1900 werd door de Otto Company een dieselmotor ontwikkeld die liep op pure plantaardige olie, namelijk pindaolie.
Voordat petroleum, geraffineerd uit aardolie, algemeen beschikbaar kwam was walvistraan een veel gebruikte olie voor olielampen.

## Verschillende soorten biobrandstof
Biobrandstoffen zijn in verschillende aggregatietoestanden beschikbaar: vast, vloeibaar en gasvormig. Vloeibare en gasvormige biobrandstoffen worden verkregen uit (vaste) biomassa, zoals bijvoorbeeld dode planten of dierlijke mest. Biomassa kan ook direct omgezet worden in groene stroom.
De makkelijkste manier om biobrandstoffen in auto's te gebruiken is om er een vloeistof van te maken. Een onderzoek van drie Amerikaanse wetenschappers gepubliceerd in het weekblad Science, heeft aangetoond dat het efficiënter is om biobrandstof direct om te zetten in groene stroom in plaats van er een vloeibare biobrandstof van te maken.

### Vloeibare biobrandstoffen
Vloeibare biobrandstoffen worden vooral geproduceerd om de gangbare fossiele brandstoffen, zoals benzine, diesel en kerosine te vervangen.
Als vervanger van benzine worden de volgende biobrandstoffen gebruikt: bio-ethanol, biobutanol, biomethanol, bio-ETBE, bio-MTBE en synthetische biobenzine. Als vervanger van diesel gelden biodiesel, biodimethylether (of DME), synthetische biodiesel en puur plantaardige olie kortweg PPO.

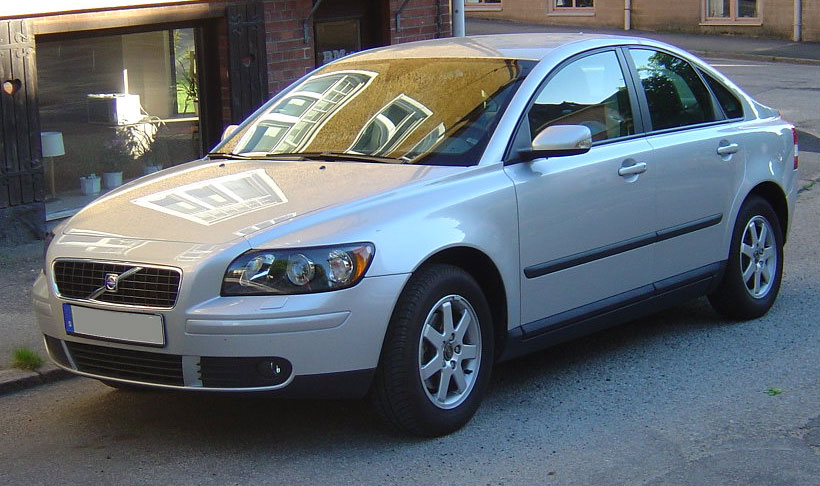
De Volvo FlexiFuel S40 uit 2005 was een van de eerste auto's die op E85 reden

Daarnaast worden ook veel mengbrandstoffen gemaakt. Hierbij wordt fossiele brandstof met biobrandstof gemengd in een bepaalde verhouding. Er zijn verschillende mengbrandstoffen op de markt verkrijgbaar. Deze producten bestaan vaak voor een (groot) deel uit fossiele brandstof en voor een (klein) deel uit biobrandstof. Soms worden deze brandstoffen ook wel flexifuel genoemd. Vooral biobrandstof op basis van palmolie is nadelig. De productie ervan kost extra energie en levert daardoor meer CO2 uit.
Voorbeelden van deze mengbrandstoffen zijn hE15 en E85. Verschillende vliegtuigmaatschappijen mengen op kleine schaal kerosine met biobrandstof.
Een voorbeeld van de productie van vloeibare biobrandstof is het Steelanol-project in de Gentse haven. Bij dit project wordt hoogovengas van de naburige staalfabriek dat rijk is aan CO2 en CO gevoed aan bacteriën die het door een chemische reactie in het bijzijn van water en/of waterstofgas omzetten in bio-ethanol. Dit leidt echter nog niet tot een gesloten koolstofeconomie. De geproduceerde bio-ethanol zal opnieuw verbrand worden waardoor er toch weer broeikasgassen gevormd en uitgestoten worden. Het neemt echter wel de plaats in van fossiele brandstof en zorgt zo voor een vermindering van het gebruik daarvan.

### Gasvormige biobrandstoffen
Biogas wordt vaak geproduceerd uit afval. Net zo als aardgas bestaat het voor een groot deel uit methaan. Het kan geproduceerd worden uit mestafval en opgevangen worden boven stortplaatsen. Wanneer het methaan van stortplaatsen niet wordt afgevangen, draagt het als broeikasgas bij aan klimaatverandering.
Via industriële technieken, waaronder pyrolyse en vergassing, kan biosyngas geproduceerd worden uit vaste of vloeibare biomassa. Syngas wordt niet vaak gebruikt als autobrandstof, omdat het een lage energiedichtheid heeft.

## Balansen
Van biobrandstoffen zijn twee balansen van belang:
- De ecobalans: de besparing van CO2 en andere emissies en toenemend ruimtegebruik ten opzichte van fossiele brandstoffen.
- De energiebalans: hoeveel energie een liter brandstof oplevert in relatie tot de hoeveelheid energie die het kost om een liter van die brandstof te maken. Een andere term die hiervoor wordt gebruikt is wel EROEI (Energy Returned on Energy Invested)

## Voordelen van biobrandstoffen
Biobrandstoffen hebben enkele voordelen ten opzichte van fossiele brandstoffen.

### Milieu en klimaat
Tijdens de groei van de biobrandstoffen wordt CO2 opgenomen, waarmee het bijdraagt aan mitigatie van klimaatverandering. Bij de verbranding van sommige soorten biobrandstof kan tot 70% minder roet en fijnstof vrijkomen. Een voorbeeld van een schone biobrandstof is pure plantaardige olie (PPO). Soms wordt grond braak gelegd om voedseloverschotten te voorkomen. Deze grond kan gebruikt worden om biobrandstoffen te produceren.
Biobrandstoffen kweken biedt een grotere keus voor zogenoemde wisselteelten, waar granen en koolzaad elkaar afwisselen, die elkaar teelttechnisch ondersteunen. Hierdoor is minder stikstof nodig voor bemesting. Sommige biobrandstoffen kunnen de bodemkwaliteit verhogen. Met name koolzaadteelten, die penwortels kunnen hebben van een meter, kunnen de structuur van de bodem verbeteren.

### Sociale en politieke voordelen
Boeren hebben meer mogelijkheden om tussen te kiezen, aangezien ze nu zowel de voedselmarkt als de energiemarkt kunnen bedienen. De ontwikkelingslanden krijgen nieuwe kansen en mogelijkheden. Sommige zijn daar inmiddels volop mee bezig door de aanplant van bijvoorbeeld de purgeernoot. Bovenal helpen biobrandstoffen aan een afsluiting van het olietijdperk en geven nieuwe impulsen aan innovaties, werkgelegenheid, investeringen en zorgen voor onafhankelijkheid van Rusland en het Midden-Oosten. Gebruik van biobrandstoffen kan helpen bij het realiseren van energieautarkie.

## Nadelen van biobrandstoffen
Biobrandstoffen zijn gebaseerd op dezelfde energieopwekking (fotosynthese) als land- en bosbouw. Daardoor kan concurrentie ontstaan tussen landbouw voor voedsel en voor energie om de beschikbare productiemiddelen, zoals landbouwgrond, water en kunstmest. Opwekkingsmethoden met een veel hogere opbrengst en die geen goede grond, water of kunstmest behoeven, zoals het gebruik van zonnecellen, worden daarom – althans op langere termijn – door velen als een beter alternatief gezien.
Vaak wordt kunstmest gebruikt om biobrandstoffen te telen. Het gebruik van overmatig kunstmest leidt echter tot de uitstoot van het broeikasgas lachgas (N2O). Lachgas heeft een 310 keer sterkere broeikaswerking dan CO2. De productie van kunstmest is erg energie-intensief en men maakt ervoor vaak gebruik van fossiele brandstoffen.
Omdat voor de productie van biobrandstoffen vaak veel grond nodig is, wordt er getwijfeld of het grondoppervlak wel toereikend is voor de energiebehoefte.
Voor de teelt van biobrandstoffen is ook relatief veel water benodigd. Planten hebben veel water nodig om te groeien. Per GJ aan energie (ongeveer de energie die een kerncentrale per seconde produceert), is 50–400 m3 water nodig. Wanneer biomassa niet direct verbrand wordt, maar omgezet tot brandstoffen voor motorvoertuigen, kan dit toenemen tot 600 m3/GJ. Bij biomassa uit aquatisch milieu (zee, vijvers) vervalt dit nadeel grotendeels.

### Concurrentie met voedselgewassen
De toegenomen vraag naar biobrandstof kan tot hogere voedselprijzen leiden. Bij gewassen die zowel als voedingsmiddel als voor biobrandstof gebruikt kunnen worden, kan de voedselvoorziening in het geding komen waarbij het armste deel van de wereldbevolking het eerst de gevolgen ondervindt. In januari 2007 braken in Mexico protesten uit als gevolg van prijsstijgingen van 400% voor tortilla's die toegeschreven werd aan de toegenomen vraag in de Verenigde Staten naar maïs voor biobrandstof.
De Wereldbank concludeerde in een eerste rapport in april 2008 dat de vraag naar biobrandstoffen een van de oorzaken was van de stijging van de wereldwijde voedselprijzen. In een later rapport wijzigde de Wereldbank haar conclusie en stelde zij vast dat de vraag naar biobrandstoffen weliswaar een van de oorzaken was, maar dat speculatie op de wereldmarkt de belangrijkste oorzaak voor de stijging was. De hulporganisatie Oxfam concludeerde in juni 2008 dat biobrandstoffen tot een toename van wereldwijde armoede leiden.
De speciale rapporteur van de Verenigde Naties die dit probleem onderzocht, noemde biobrandstoffen een "misdaad tegen de menselijkheid", omdat biobrandstoffen honger zouden veroorzaken.
In januari 2023 maakte de Duitse minister van Milieu Steffi Lemke Die Grünen, haar voornemen bekend om het bijmengen van biobrandstof in benzine in twee stappen af te bouwen. In 2030 zou dat dan helemaal verboden moeten worden.

## Generaties biobrandstoffen

### Biobrandstof van de eerste generatie
Biobrandstoffen van de eerste generatie zijn gebaseerd op suikers, zetmeel, plantaardige olie of dierlijke vetten, die met conventionele chemische processen of vergisting worden omgezet in brandstoffen. Het gaat hier meestal om voedselgewassen als brandstof.
Biodiesel wordt onder andere verkregen uit mais (maisolie), koolzaad (koolzaadolie), oliepalm (palmolie) en uit soja (sojaolie). Bio-ethanol wordt onder andere verkregen uit suikerbiet, suikerriet, suikerpalm en ook uit graan (zoals maïs en tarwe).

### Biobrandstof van de tweede generatie

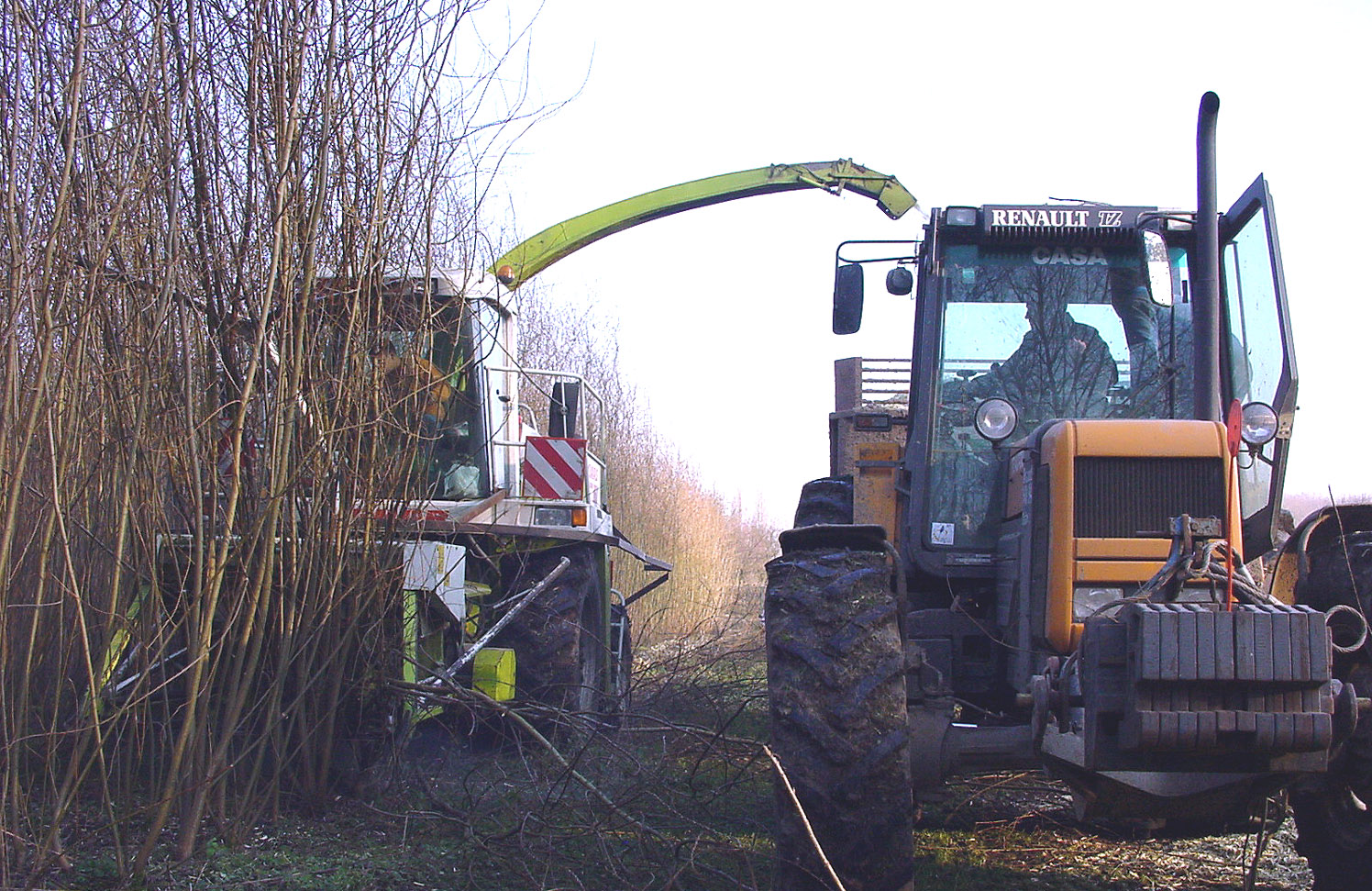
Oogsten van wilgen

Biobrandstoffen die niet aan voedsel gerelateerd zijn, worden meestal de tweede generatie genoemd. Deze worden gemaakt uit planten die hiervoor geteeld worden (energiegewassen) of uit oneetbare gedeelten van voedselgewassen. Onderstaande planten bevatten veel cellulose en dat is relatief lastig om te zetten in energie.
Biobrandstoffen van de tweede generatie zijn onder andere:
- Energiegewassen zoals wilgen en Pongamia pinnata[17].
- Vruchten van niet voor consumptie geschikte planten, zoals de purgeernoot.
- Houtsnippers
- Houtkorrels
- Stro
- Oneetbare gedeelten van voedselgewassen
- Dierlijk vet
- Gebruikt frituurvet
- Restafval

Deze hebben niet de nadelen van de eerste generatie. Wel kost het meer energie om de grondstof om te zetten in biobrandstof, vergeleken met de eerste generatie.
Nadat verscheidene cellulose-ethanol testfabrieken waren opgezet, is een grote commerciële cellulose-ethanolfabriek op basis van maïsstro in 2015 in de Verenigde Staten van start gegaan.
Een ander voorbeeld is jatrophaolie. De geperste olie is op conventionele wijze tot brandstof te verwerken, maar de plant, de purgeernoot is geen voedselgewas (de zaden zijn giftig), en hoeft daar ook niet mee te concurreren omdat deze nog op zeer droge grond kan groeien. Gemaakte claims dat de plant een hoge olieproductie zou hebben en weinig arbeidsintensief zou zijn, lijken echter niet zonder meer gerechtvaardigd.
Naast plantaardig materiaal wordt ook organisch-biologisch afval gebruikt als biobrandstof. Soorten afval die te verwerken zijn bestaan uit zwaar organisch belast afvalwater, stroperige afvalstromen of zelfs vaste afvalstromen. Voorwaarde is dat ze geen giftige stoffen bevatten die de anaerobe bacteriën zouden doden.

### Biobrandstof van de derde generatie
Ter onderscheiding van de tweede generatie wordt naar diverse nieuwe ontwikkelingen verwezen als 'derde generatie' biobrandstof. In Nederland wordt hieronder vaak biobrandstof uit algen verstaan.
Gebruik van algen als biobrandstof heeft als voordeel dat het niet concurreert met voedsel of ander gebruik van planten. De algen worden speciaal voor dit doel gekweekt. Algen worden nog maar op beperkte schaal gebruikt, maar zijn wel in opkomst. Er wordt op het moment veel onderzoek gedaan en geëxperimenteerd naar biobrandstof uit algen.
Ook de KLM wil nu experimenteren met biobrandstoffen. Dit om schoon en goedkoop te kunnen vliegen.
Pogingen om met behulp van genetische technologie de productie door algen, bacteriën of schimmels te verhogen, zijn niet succesvol gebleken.
In Amerika kijkt men breder en wordt soms een indeling gehanteerd waarbij de tweede generatie chemische conversie gebruikt, terwijl de derde generatie genetische modificatie gebruikt.
Doordat de indeling in generaties onvoldoende inzicht geeft om verschillende biobrandstoffen te vergelijken, wordt tegenwoordig steeds meer gekeken naar de duurzaamheidsaspecten en wordt onder meer vergeleken op basis van de ecobalans.

## Methoden voor het maken van biobrandstoffen
Er zijn verschillende methoden om biomassa om te zetten naar een biobrandstof. Hieronder worden de belangrijkste methoden beschreven.

### Alcoholische vergisting
Vergisting is een vrij beproefd proces dat al zeer lang wordt toegepast om plantaardige grondstoffen om te zetten in vloeibare of gasvormige brandstoffen. Het is een biologisch omzetting, die in de vrije natuur ook veel voorkomt. Zo ontstaat er bij vergisting van suikers ethanol (alcohol). In Brazilië rijden veel auto's op ethanol. Deze ethanol wordt gewonnen uit vergist sap van suikerriet met behulp van destillatie. In veel landen wordt ethanol vermengd met gewone benzine. De brandstof krijgt een benaming verwijzend naar het percentage ethanol. Het gebruik van dit type brandstof vereist dan meestal wel een kleine aanpassing van de motor, aangezien ethanol een lagere energiedichtheid heeft dan benzine. Het belangrijkste voordeel van alcoholen is de zuivere branding, waardoor vrij weinig roetdeeltjes vrijkomen en de motor langer mee zou gaan. Bovendien brengt ethanol door het lage vriespunt (-114 °C) bij toevoeging aan benzine een vriespuntsdaling teweeg en heeft hierdoor hetzelfde effect als antivries.

### Andere vergisting
Bij een andere vergisting van organisch materiaal ontstaat biogas. Dit is voornamelijk koolstofdioxide en biomethaan. Dit proces wordt onder meer toegepast bij zuivering van rioolwater en bij de verwerking van mest, maar biogaswinning is ook mogelijk vanuit voedselresten, stro en andere vergistbare stromen. Met het vrijgekomen biogas wordt bijvoorbeeld een warmte-krachtkoppeling (WKK) gestookt, die elektriciteit en warmte produceert. Na gedeeltelijke zuivering kan het biogas (groen gas geheten) ook aan het Nederlandse aardgasnet worden geleverd.
Het biogas kan ook verder worden opgewaardeerd tot biomethaan en vervolgens vloeibaar gemaakt. Dit bio-lng (vloeibaar biomethaan) is een schone en goedkope vloeibare biobrandstof van de tweede generatie. De productie van biomethaan kost veel minder energie dan andere tweede generatie biobrandstoffen en bewerkstelligt daardoor een veel hogere CO2 reductie.

### Pyrolyse
Pyrolyse is een van de oudste methoden. Het was lange tijd de enige manier om methanol te winnen uit bijvoorbeeld hout, met houtteer of -olie en houtskool als nevenproducten. Pyrolyse is ook het proces waarmee de houtgasgenerator werkte, waarmee men tijdens de Tweede Wereldoorlog auto's op hout en turf liet rijden (vanwege benzineschaarste). Door middel van pyrolyse kan biobrandstof gewonnen worden uit gewassen en gewasresten, maar ook diermeel kan hiervoor gebruikt worden.

### Hydrothermal upgrading
Het HTU-proces is, simpel voorgesteld, te vergelijken met de vorming van aardolie, maar dan veel sneller. Biomassa wordt, vermengd met water, verhit tot ongeveer 350 °C bij een druk van ongeveer 160 bar, gedurende zo'n 15 minuten. Hierbij ontstaat een drab die vergelijkbaar is met ruwe aardolie. Na een raffinageproces is hier dieselolie, kerosine en zelfs benzine uit te halen, die wat kwaliteit en eigenschappen betreft vergelijkbaar zijn met dezelfde producten uit aardolie.
Omdat het proces in water plaatsvindt, gelden er weinig eisen voor de grondstof. Deze hoeft bijvoorbeeld niet droog te zijn, zodat er een ruime keuze is uit allerlei reststromen van organisch afval. Het vormt daarom een uitstekend alternatief voor composteren. Bij composteren komt uiteindelijk net zoveel CO2 vrij als bij verbranding, maar wanneer het materiaal, in plaats van te composteren, wordt omgezet in bruikbare brandstof is er nuttige arbeid uit te halen. Echter, de CO2 afgifte is bij verbranding direct terwijl dit bij composteren een veel geleidelijker proces is van maanden tot jaren. De buffer capaciteit van CO2 bij composteren is derhalve vele malen groter dan bij een verbrandingsproces.

## Duurzaamheid van biobrandstoffen
Biobrandstoffen zijn hernieuwbaar. Als planten groeien, gebruiken ze met fotosynthese zonlicht voor het opslaan van koolstofdioxide (CO2). De hoeveelheid CO2 die vrijkomt bij het verbranden van deze brandstof is gelijk aan de hoeveelheid CO2 die de planten tijdens hun leven hebben opgenomen.
Toch is het niet zo dat biobrandstoffen klimaatneutraal zijn. Tijdens de productie en transport van biobrandstoffen worden fossiele brandstoffen gebruikt, maar vooral het gebruik van kunstmest zorgt voor de uitstoot van het broeikasgas distikstofoxide N2O. De invloed van biobrandstoffen op het klimaat hangt sterk af van de manier waarop ze geproduceerd worden.

### Alternatief voor fossiele brandstoffen
Fossiele brandstofvoorraden zijn in tegenstelling tot biobrandstoffen eindig.
Doordat er ruim 100 jaar hoofdzakelijk gebruik wordt gemaakt van fossiele brandstoffen, zijn infrastructuur en verbruikers daarop ingericht. Om biobrandstoffen gemakkelijk toepasbaar te maken moet het als energiedrager op dezelfde manier te gebruiken zijn als aardolieproducten, aardgas of steenkool.

### HVO-diesel
HVO-diesel is volledig gemaakt van hernieuwbare grondstoffen en kan worden gebruikt als een brandstof in elke dieselmotor.

### Duurzaamheidscriteria biobrandstof

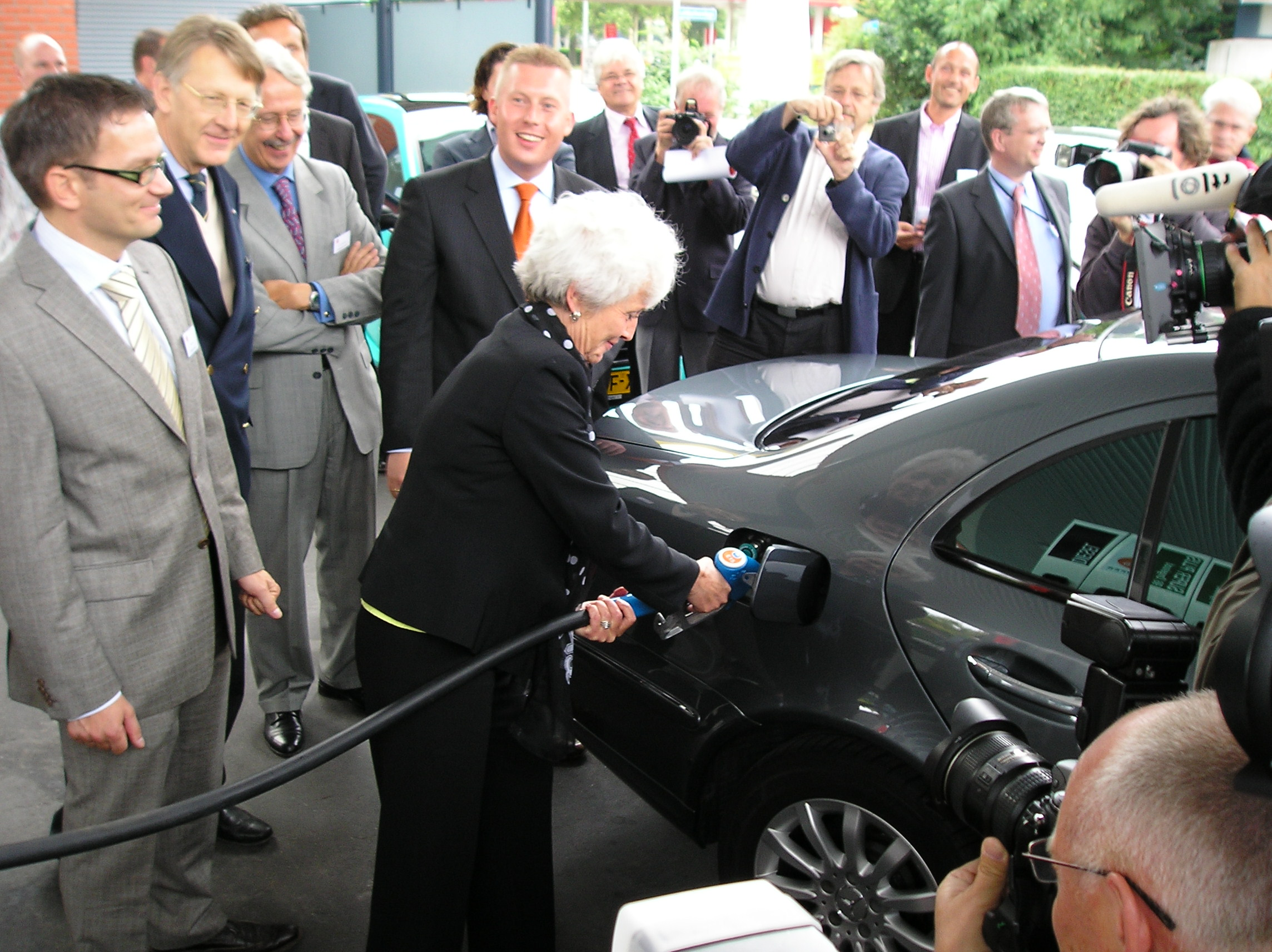
Officiële opening in 2008 van een pomp waar hE15 verkrijgbaar is

Een Nederlandse commissie stelde in 2006 de volgende zes duurzaamheidscriteria op voor biobrandstoffen:
1. Gerekend over de hele keten, moet het gebruik van biomassa netto minder emissie van broeikasgassen opleveren dan gemiddeld bij fossiele brandstof.
2. De productie van biomassa voor energie mag de voedselvoorziening en andere lokale toepassingen (zoals voor medicijnen of bouwmaterialen) niet in gevaar brengen.
3. Biomassaproductie zal geen beschermde of kwetsbare biodiversiteit mogen aantasten en zal waar mogelijk de biodiversiteit versterken.
4. Bij de productie en verwerking van biomassa moet de kwaliteit van bodem, oppervlakte- en grondwater en lucht behouden blijven of zelfs worden verhoogd.
5. De productie van biomassa moet bijdragen aan de lokale welvaart.
6. De productie van biomassa moet bijdragen aan het welzijn van de werknemers en de lokale bevolking.

## Overheidsbeleid voor biobrandstof

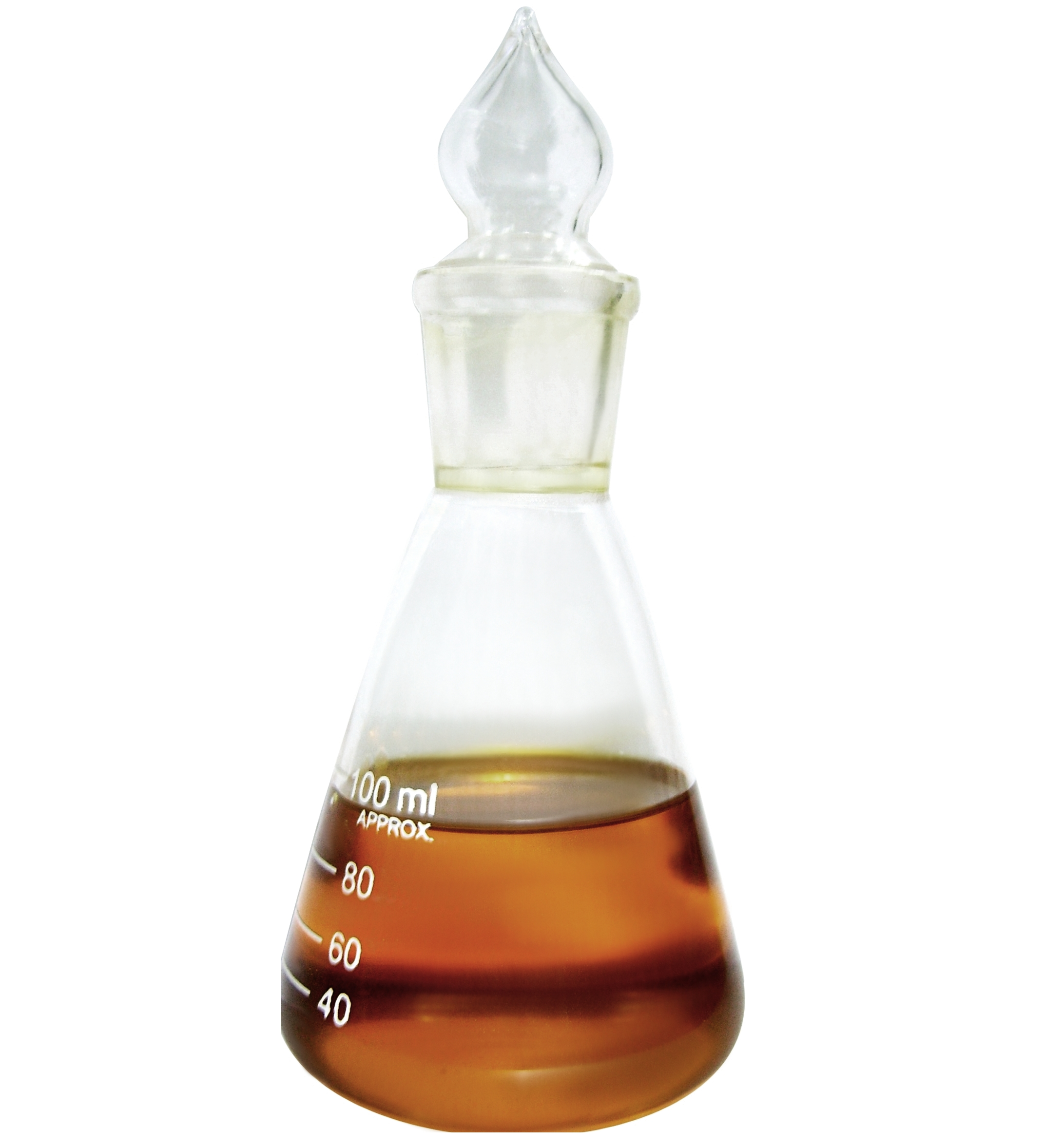
Biodiesel

Biobrandstoffen worden over de hele wereld gebruikt en kennen een stijgend gebruik. Ze worden meestal gebruikt als brandstof voor voertuigen.
De doelstelling van de Europese Unie is dat in 2020 10% van de brandstof in het vervoer van biologische afkomst is, waarvan maximaal 7% niet duurzaam geproduceerd. De bijmengverplichting bij diesel en benzine afzonderlijk stijgt jaarlijks met ongeveer 0,5% in Nederland. In 2014 moest 5,5% procent van biologische oorsprong zijn, in 2015 bedroeg dit percentage 6,25%. De Europese commissie wil het gebruik van duurzame en tweede generatie biobrandstoffen stimuleren.
In maart 2008 luidde de Nederlandse stichting Natuur en Milieu de noodklok in reactie op het door het Planbureau voor de Leefomgeving gepresenteerde rapport Local and global consequences of the EU renewable directive for biofuels: testing the sustainability criteria. De onderzoekers concludeerden hierin dat de huidige biobrandstoffen niet bijdragen aan een duurzaam transport. Er is volgens het rapport meer klimaatwinst te halen door biomassa in stroom om te zetten dan het gebruiken als vervanging van benzine of diesel. Het rapport maakt duidelijk dat doorgaan met "voedsel in de tank stoppen" onverantwoord is. Natuur en Milieu vond daarom dat de plannen van de Europese Commissie voor tien procent biobrandstoffen in auto's onmiddellijk van tafel zou moeten.
Uit een in september 2008 gepubliceerde studie van onafhankelijk onderzoeks- en adviesbureau CE Delft, die is gemaakt in opdracht van Stichting Natuur en Milieu, blijkt dat het mogelijk is tegen vergelijkbare kosten met andere maatregelen meer milieuwinst te bereiken.